# Chemin de fer d'Estrées-Saint-Denis à Crèvecœur-le-Grand
Pour les articles homonymes, voir EFC.
Le Chemin de fer d'Estrées-Saint-Denis à Crèvecœur-le-Grand est une ancienne ligne de chemin de fer secondaire à voie métrique d'une longueur de 55 km, située dans le département de l'Oise.
C'était une ligne de plateau dont la vocation essentielle, outre la desserte voyageurs de petites localités, était la collecte des récoltes de betteraves à sucre au bénéfice notamment de la sucrerie distillerie de Francières de celle de Saint-Just-en-Chaussée ou de celle de Crèvecœur-le-Grand.
Cette ligne était l'un des éléments du réseau départemental de chemins de fer secondaires de l'Oise, qui comprenait également : 
- le Groupe du Noyonnais, avec le Noyon - Guiscard - Lassigny (NGL) ;
- le chemin de fer de Milly à Formerie ;
- la ligne Méru - Labosse ;
- le Chemin de fer de Hermes à Beaumont.

## Histoire

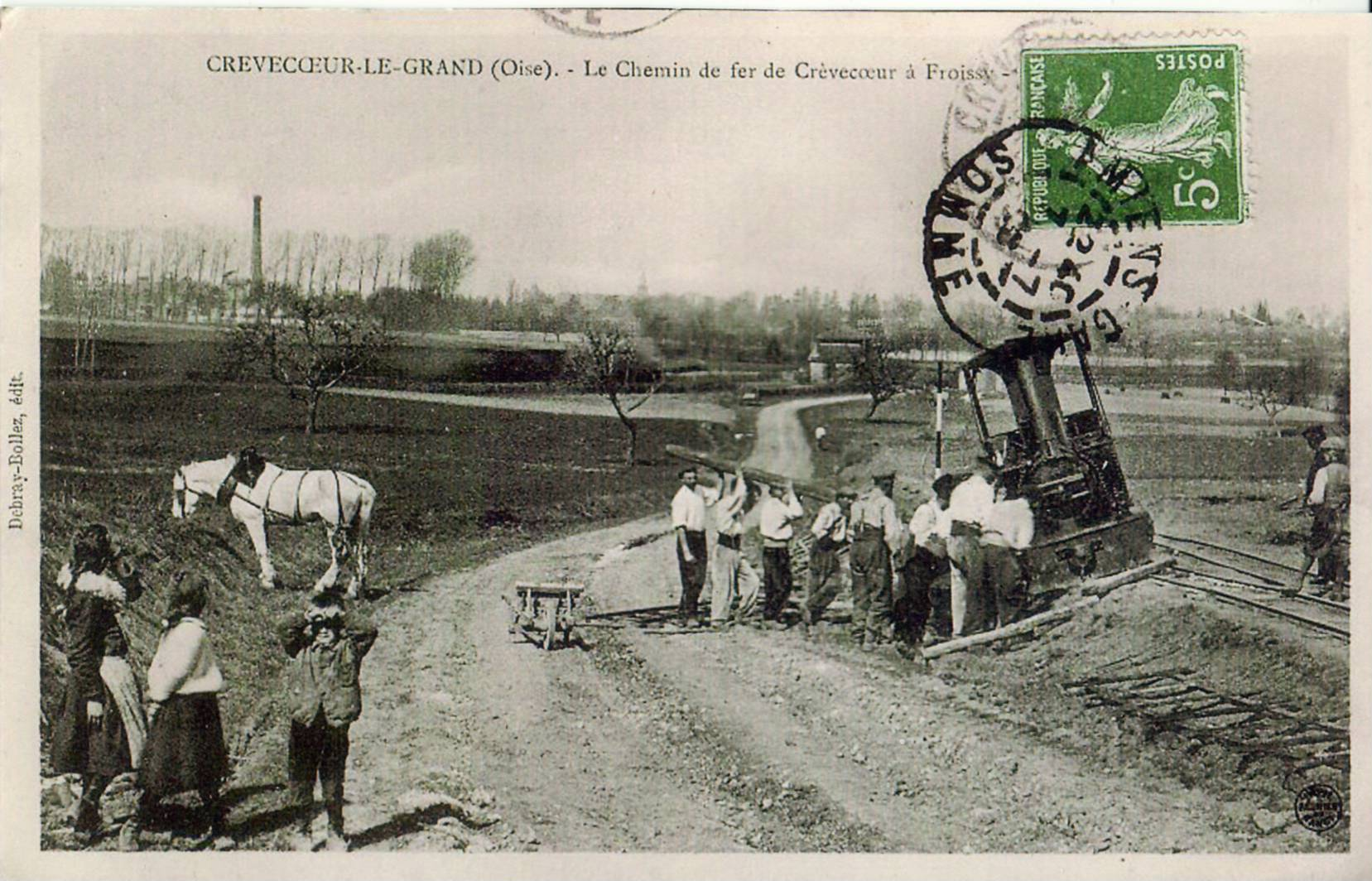
Le chantier de construction de la ligne

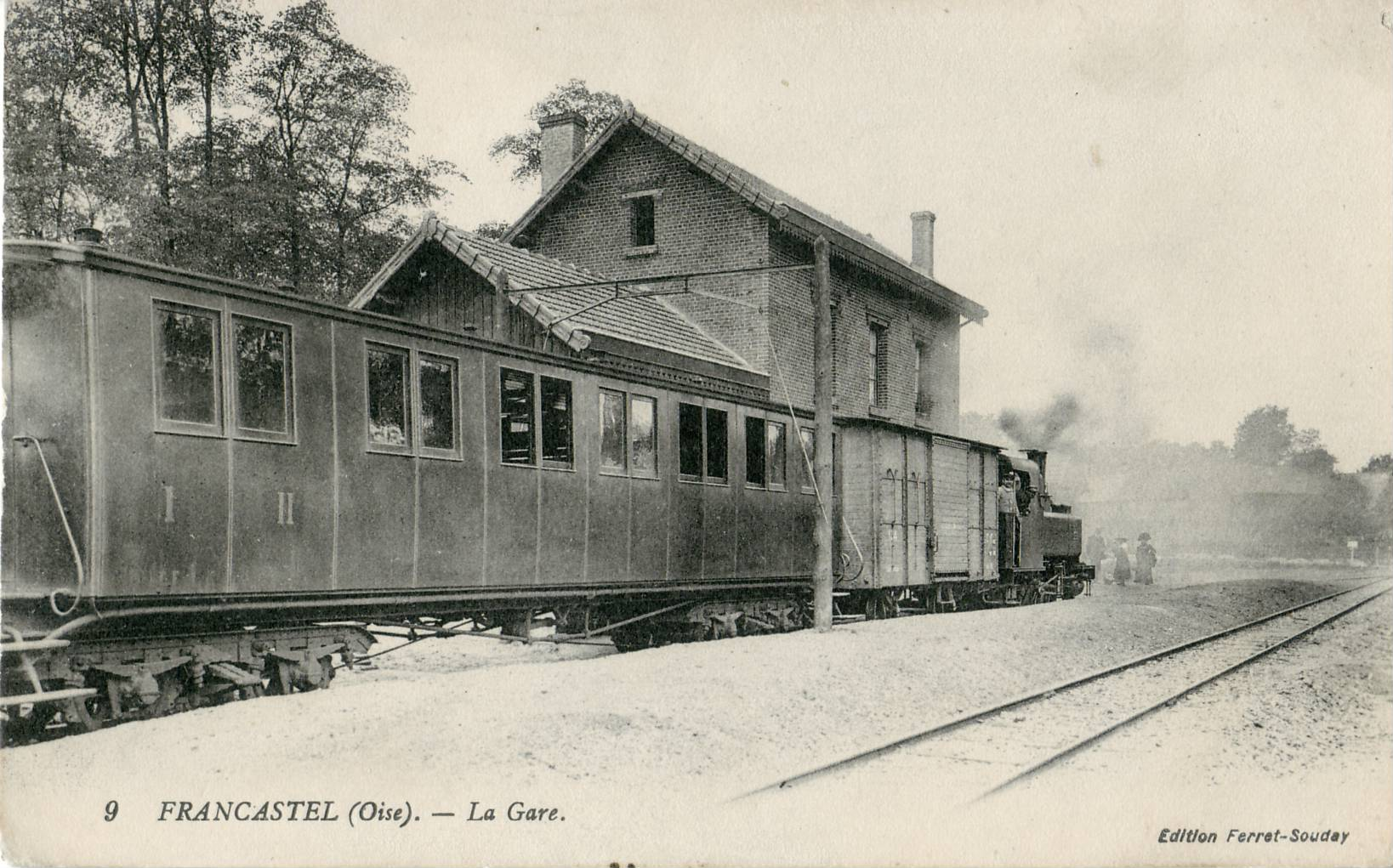
Un train en gare de Francastel, avant 1915

Un projet de voie ferrée d'intérêt local (VFIL) à voie normale entre Granvilliers et Estrées-Saint-Denis par Crèvecœur-le-Grand, Froissy et Saint-Just-en-Chaussée fut concédé le 7 septembre 1882 par le Conseil général de l'Oise à M. Caille, ingénieur, dans le but de créer une liaison ferroviaire de Rouen vers l'est de la France.
Le concessionnaire commença les travaux, mais fit faillite en 1883, et le projet fut repris par Alfred Lambert et Lean-Joseph Lalande, maire de La Neuville-Roy et fabricant de sucre, qui obtinrent le 6 novembre 1882 une nouvelle concession du Département de l'Oise. Celui-ci renonçait dans une première phase à aller jusqu'à Grandvilliers, et obtint de créer la ligne en voie métrique (Le Département prévoyant néanmoins dans la convention de concession qu'il serait en droit d'exiger de la Compagnie le prolongement de la ligne de Froissy à Crèvecœur et Grandvilliers, ainsi que d'un embranchement de Froissy à Breteuil (Oise). Il créa le 6 mars 1891 la compagnie du Chemin de fer d'Estrées à Froissy (EF).
La ligne fut ouverte :
- le 29 mars 1891 d'Estrées à Ravenel, près de Saint-Just ;
- le 17 août 1891 de Ravenel à Froissy.

L'exploitation était officiellement confiée à la compagnie voisine du chemin de fer de Hermes à Beaumont.
Dès 1899, les communes de Puits-la-Vallée, Francastel, Lachaussée-du-Bois-d'Écu et d'Ourcel-Maison demandent le prolongement de la ligne jusqu'à Crèvecœur, qui ne fut déclarée d'utilité publique que le 14 avril 1908, . La compagnie, qui avait son siège au 18 rue de Dunkerque à Paris, c'est-à-dire dans les locaux de la Compagnie des chemins de fer du Nord modifia alors son nom d'EF (Chemin de fer d'Estrées à Froissy) en compagnie du Chemin de fer d'Estrée à Froissy et Crèvecœur (EFC).
Ce prolongement, construit et équipé par le Département avec une subvention de l'État et exploité par la Compagnie, ouvrit le 21 mai 1911. En revanche, les prolongements envisagés de Crèvecœur-le-Grand à Grandvilliers ou à Marseille-en-Beauvaisis n'aboutirent jamais.
L'exploitation du tronçon Froissy-Crèvecœur se faisait aux risques et périls de la Compagnie, au moyen d'une redevance payée par le Département (outre les investissements de la ligne) proportionnelle au nombre de trains circulant sur la ligne et aux recettes commerciales encaissées par le Département.
En 1920, la Compagnie générale de voies ferrées d'intérêt local, dite CGL ou CGVFIL, remplaça la compagnie EFC pour l'exploitation de la ligne, ainsi que l'ensemble des lignes du réseau départemental de l'Oise à voie métrique. Cette société, créée en 1919 par la Compagnie du Chemin de fer d'Anvin à Calais, géra également de nombreux réseaux du nord de la France, dont notamment la ligne Aire-sur-la-Lys - Berck-Plage (Pas-de-Calais), ou le Refoulons en Seine-et-Oise (à voie normale),
Comme pour la quasi-totalité des réseaux de chemins de fer secondaires, l'inflation qui suivit la Première Guerre mondiale et la montée de la concurrence routière dès l'entre-deux-guerres rendit très difficile l'équilibre économique des lignes, qui essayèrent de l'améliorer en remplaçant les lourds et lents trains à vapeur par des dessertes par autorails, plus rapide, la traction vapeur se cantonnant principalement aux trains de marchandises ou aux dessertes de marchés, où les autorails n'avaient pas la capacité suffisante.
Ces mesures se révélèrent insuffisantes, et la compagnie ferma le tronçon Estrées-Saint-Denis - Saint-Just-en-Chaussée en 1948, puis le tronçon Francastel-Ourcel - Crèvecœur-le-Grand en 1953.
Entre Saint-Just et Froissy, une exploitation voyageurs et fret fut maintenue jusqu'au 30 avril 1961.
Ce fut donc la dernière ligne secondaire exploitée dans le Bassin parisien.

## Infrastructure

### Voie et tracé

Rails.
De gauche à droite, type UIC 60, type Vignole, type Broca ou à gorge, type double champignon symétrique, et asymétrique

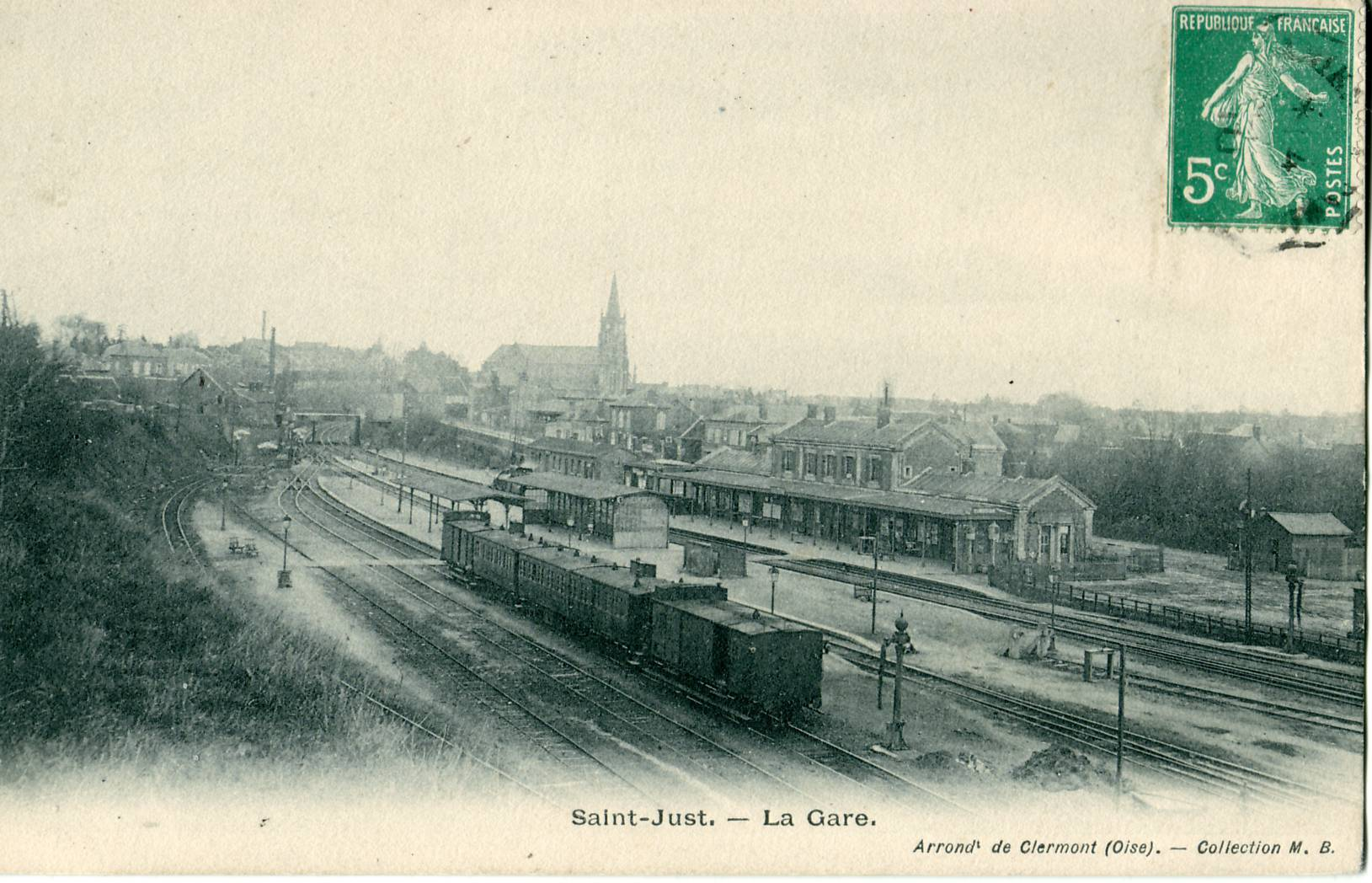
L'intérieur de la gare de Saint-Just-en-Chaussée. Les voies de l'EFC sont sur le quai le plus éloigné du bâtiment voyageurs, à gauche du cliché

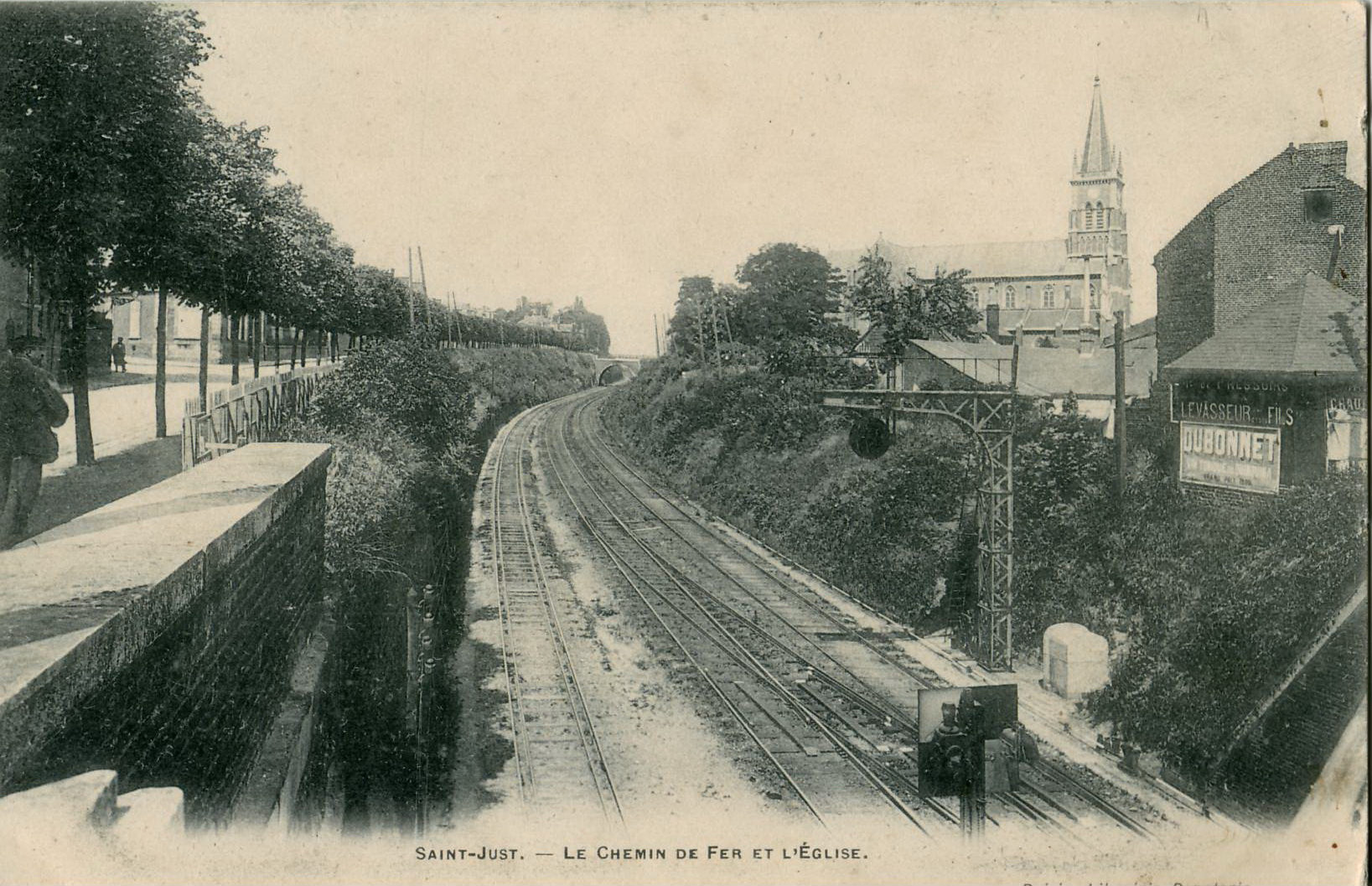
On distingue clairement sur cette carte de l'avant gare de Saint-Just les deux voies de la ligne Paris - Lille, à droite, et, à gauche, la voie à double écartement sur laquelle circulaient les trains de l'EFC

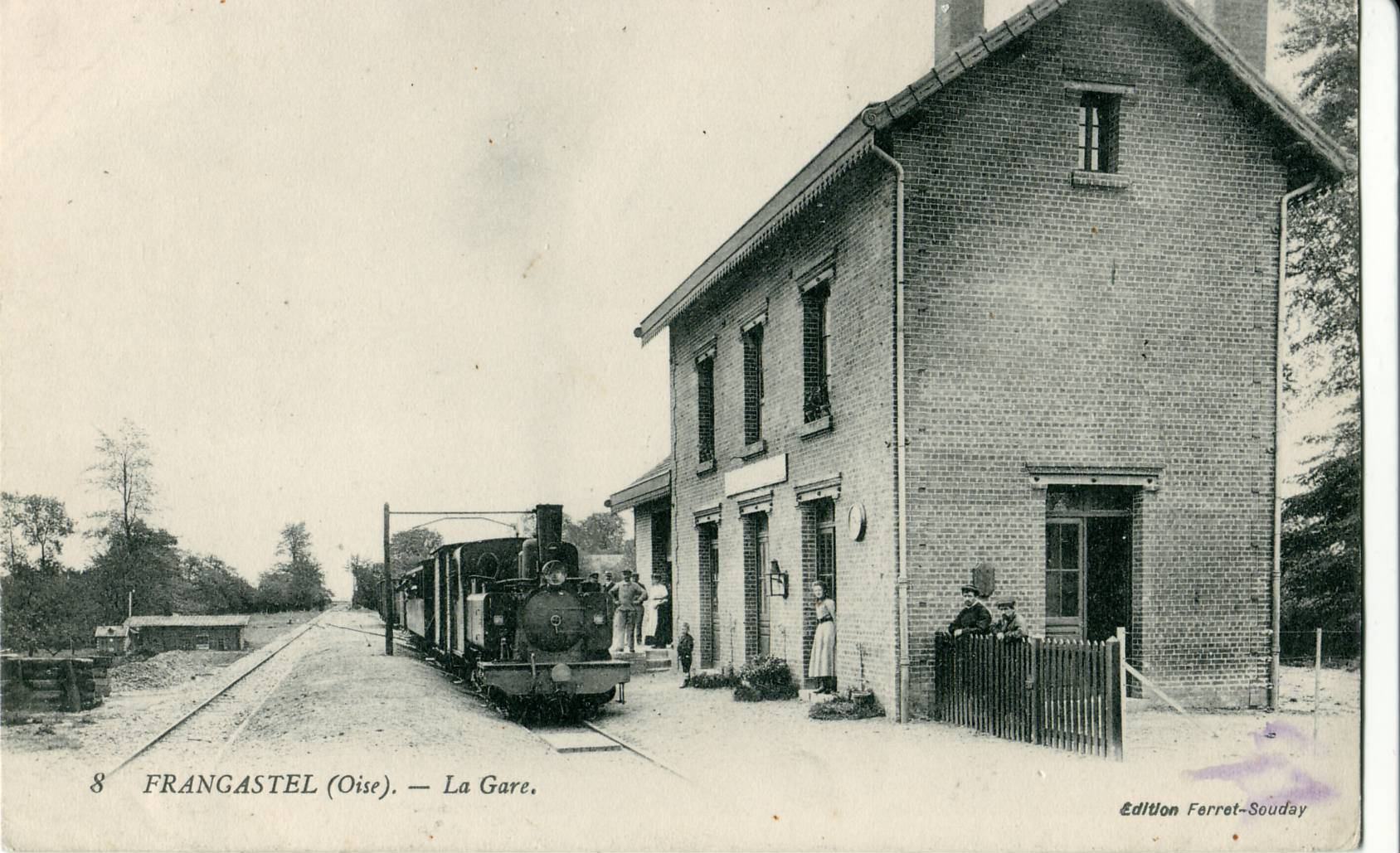
La gare de Francastel-Ourcel

La ligne à voie métrique, non électrifiée, principalement réalisée en site propre et à voie unique, avait un armement classique, en rail Vignole de 20 kg/m (bien que la concession de 1883 prévoyait des rails en fer de 30 kg/m). Les croisements des trains étaient possibles dans les diverses gares de la ligne.

### Signalisation
Seul le tronçon commun avec la ligne de Paris-Nord à Lille au départ de la gare de Saint-Just-en-Chaussée était protégé par signaux enclenchés.
La sécurité de l'exploitation de la ligne était assurée, à la fin de l'exploitation, sous l'autorité du chef de gare de Froissy, au moyen de bâtons pilote, c'est-à dire que le conducteur d'un train ne pouvait s'engager dans un tronçon que s'il disposait d'un bâton, unique pour cette section, que lui remettait chaque chef de gare concerné, garantissant ainsi qu'aucun autre convoi ne pourrait se trouver dans ce secteur pendant qu'il circulerait. Chaque chef de gare était téléphoniquement relié à la gare de Froissy, qui intervenait en cas de dérogations aux horaires de la ligne.

### Stations
Le centre de la compagnie était à Saint-Just-en-Chaussée, gare de correspondance avec la ligne de la Compagnie du Nord de Paris à Lille, mais également de ses lignes :
- Saint-Just-en-Chaussée à Douai par Montdidier et Chaulnes
- Saint-Just-en-Chaussée - La Rue-Saint-Pierre et Rochy-Condé - Beauvais.

La gare de Saint-Just accueillait l'atelier et le dépôt de l'EFC et les billets étaient vendus dans le bâtiment de la compagnie du Nord.
Depuis la gare de Saint-Just partaient vers le nord les deux branches de la ligne de l'EFC, confondues sur une faible distance avec la ligne de Saint-Just à Cambrai, jusqu'à la halte de Plainval pour la branche d'Estrées-Saint-Denis, avec une signalisation enclenchée assurant la sécurité des circulations des trains.
Celle-ci desservait ensuite :
- Ravenel
- Angivillers
- Léglantiers
- Montiers
- La Neuville-Roy (siège d'une sucrerie)
- Beaupuits
- Rouvillers
- Estrées-Saint-Denis où la ligne rejoignait le réseau du Nord, avec ses lignes de :
  - Compiègne à Amiens,
  - Compiègne à Clermont-de-l'Oise et Beauvais,
  - Estrées-Saint-Denis à Verberie et Ormoy-Villers.

La branche de Crèvecœur se séparait plus rapidement du tronc commun Saint-Just - Plainval et desservait :
- Catillon
- Wavignies
- Thieux
- Campremy
- Noyers-Saint-Martin
- Noyers
- Troussures
- Froissy
- Lachaussée-du-Bois-d'Écu - Puits-la-Vallée
- Francastel-Ourcel
- Crèvecœur-le-Grand où la ligne de l'EFC rejoignait la petite ligne de la Compagnie du Nord reliant Beauvais et Amiens

Les stations étaient du type classique CFD, avec bâtiments voyageurs et halle à marchandise accolés.

Voyage sur la ligne
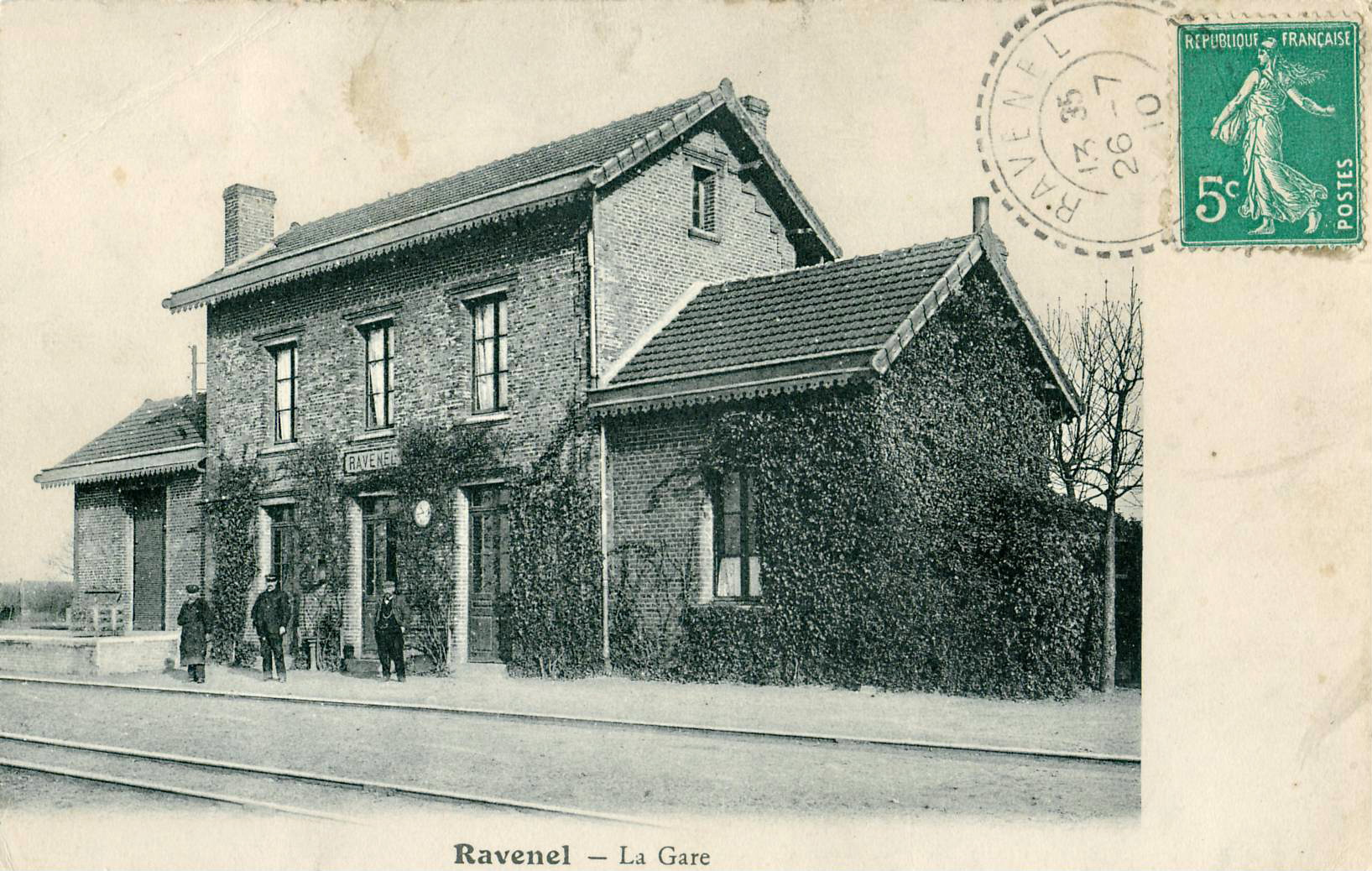
La gare de Ravenel
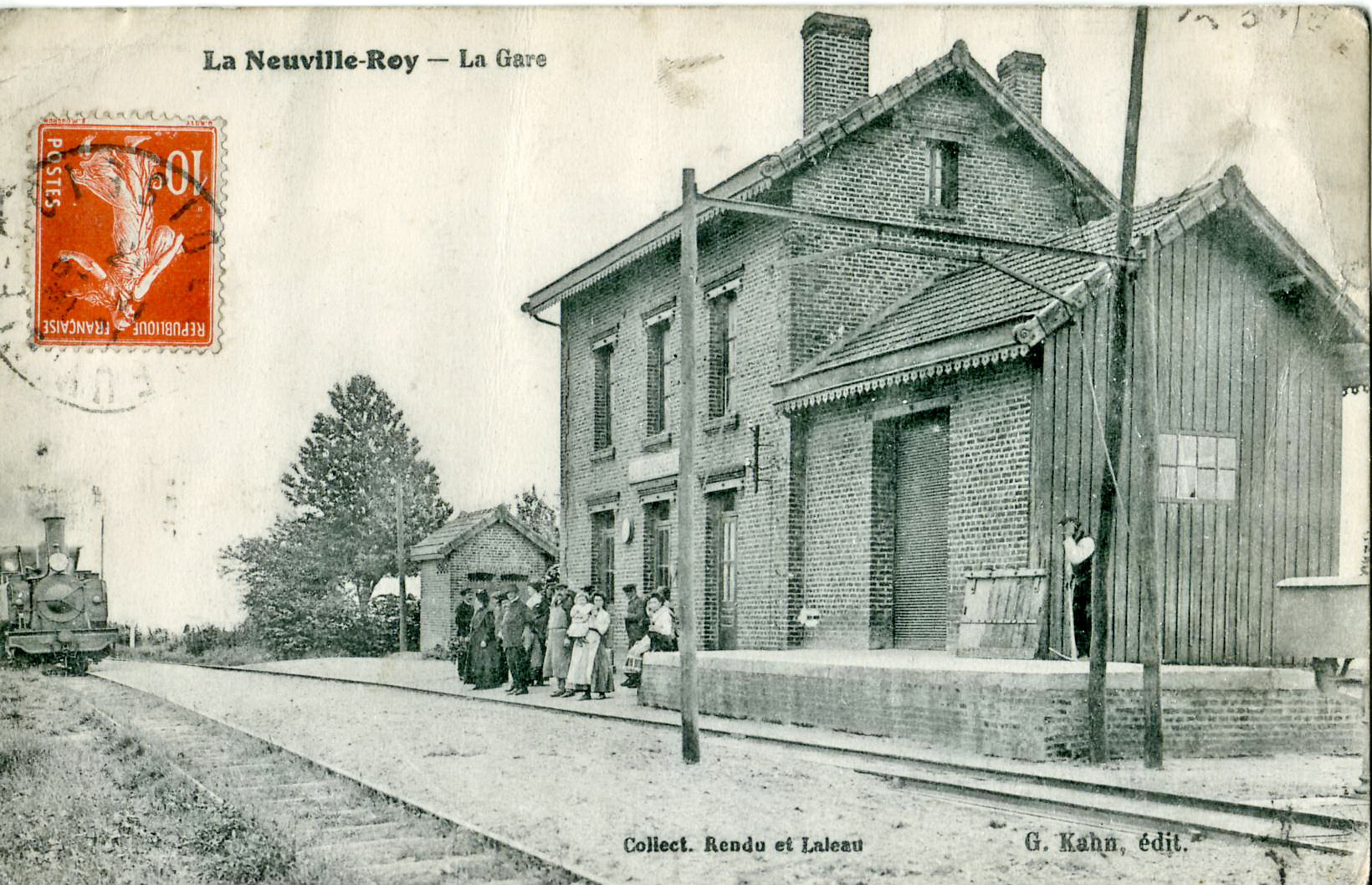
La gare de La Neuville-Roy
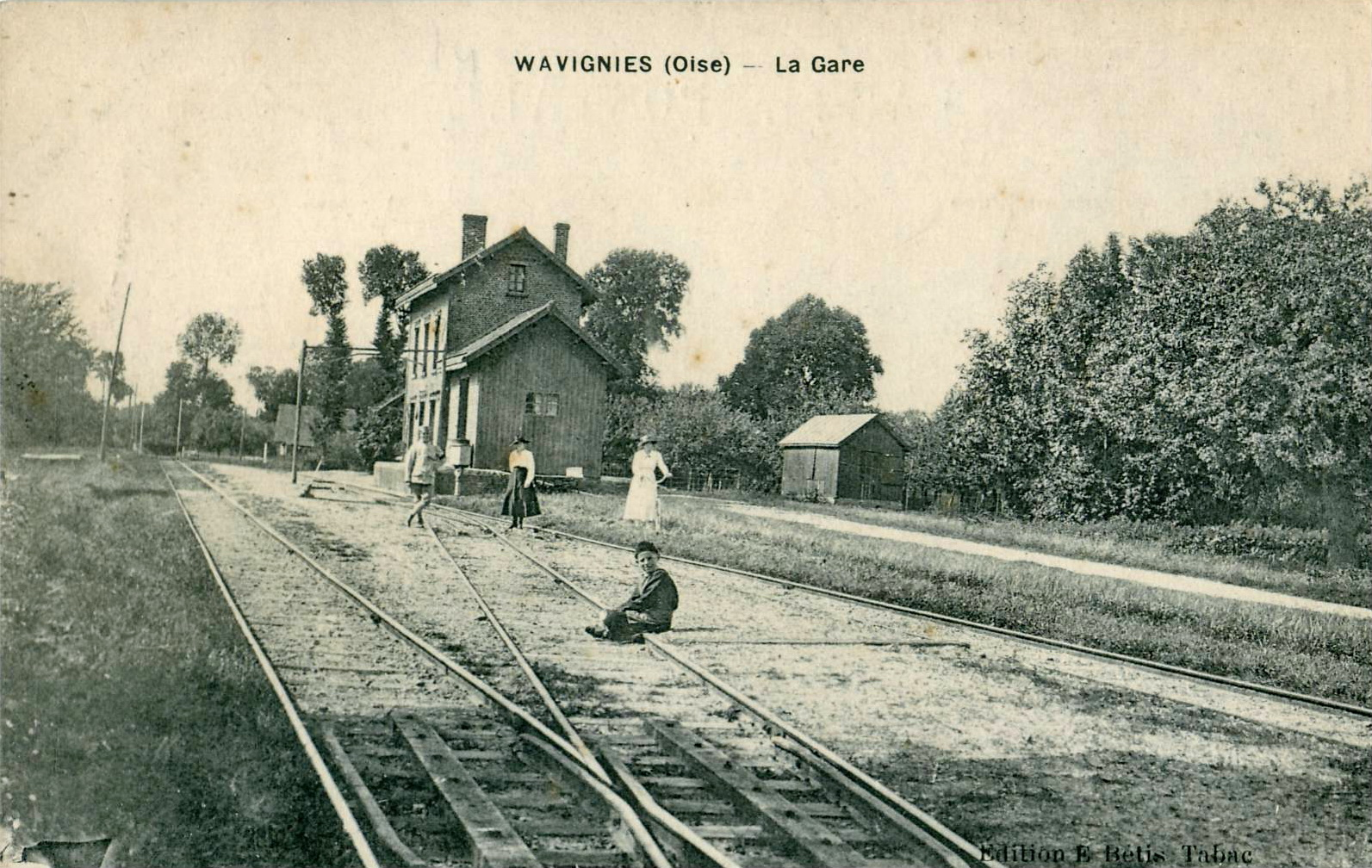
La gare de Wavignies. Le faible trafic de la ligne permettait aux enfants d'y jouer ...
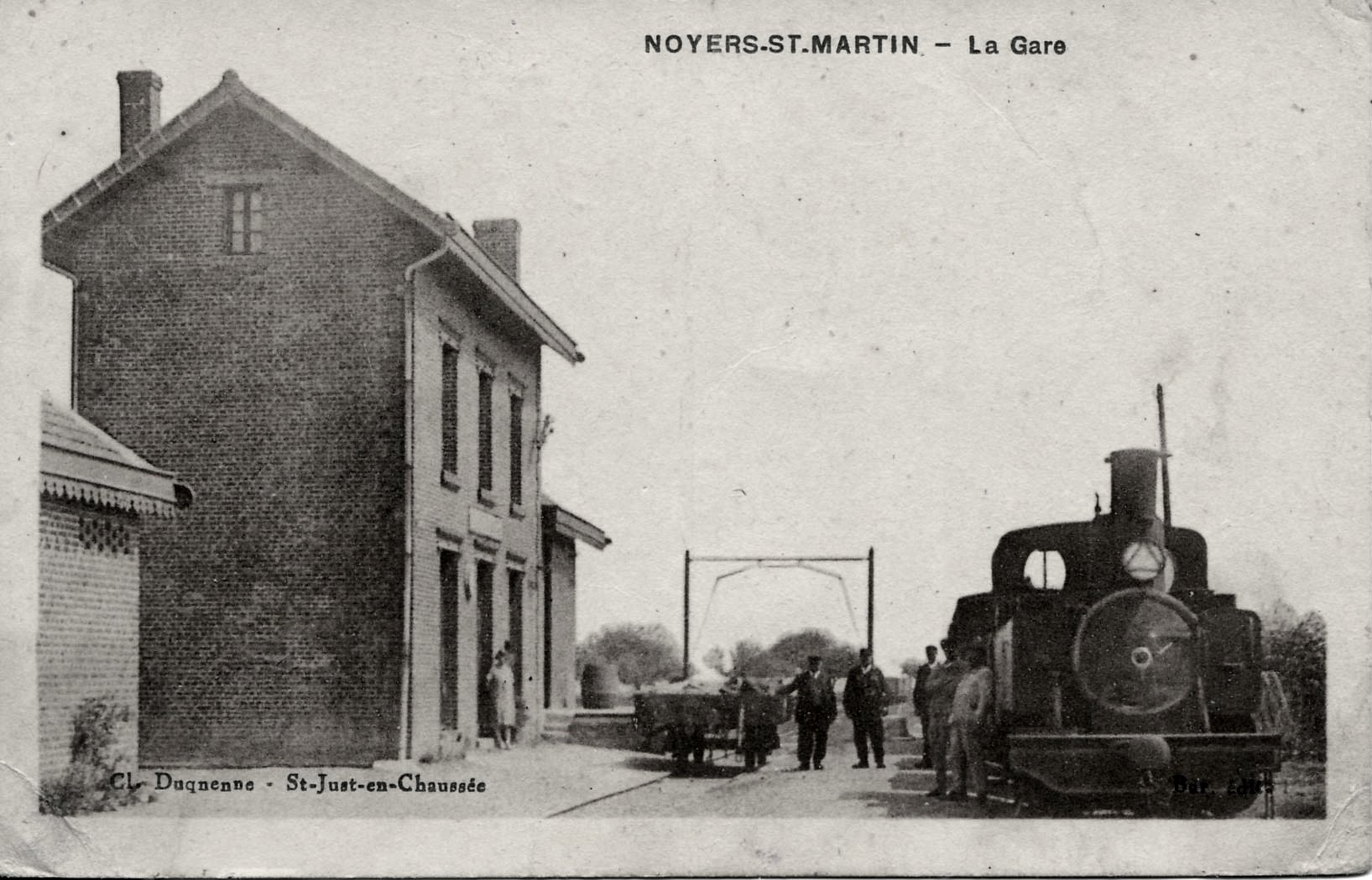
La gare de Noyers-Saint-Martin
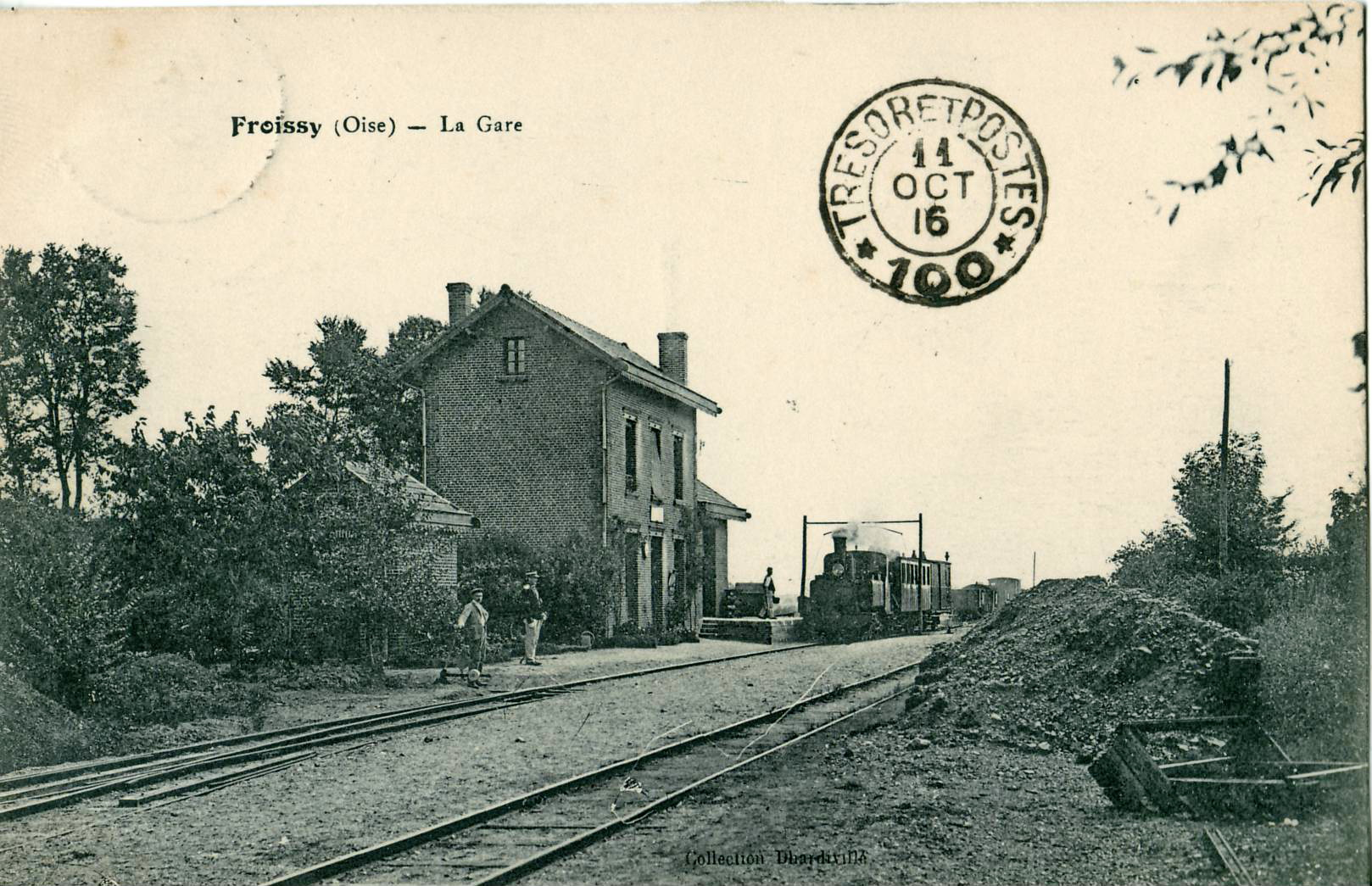
La gare de Froissy
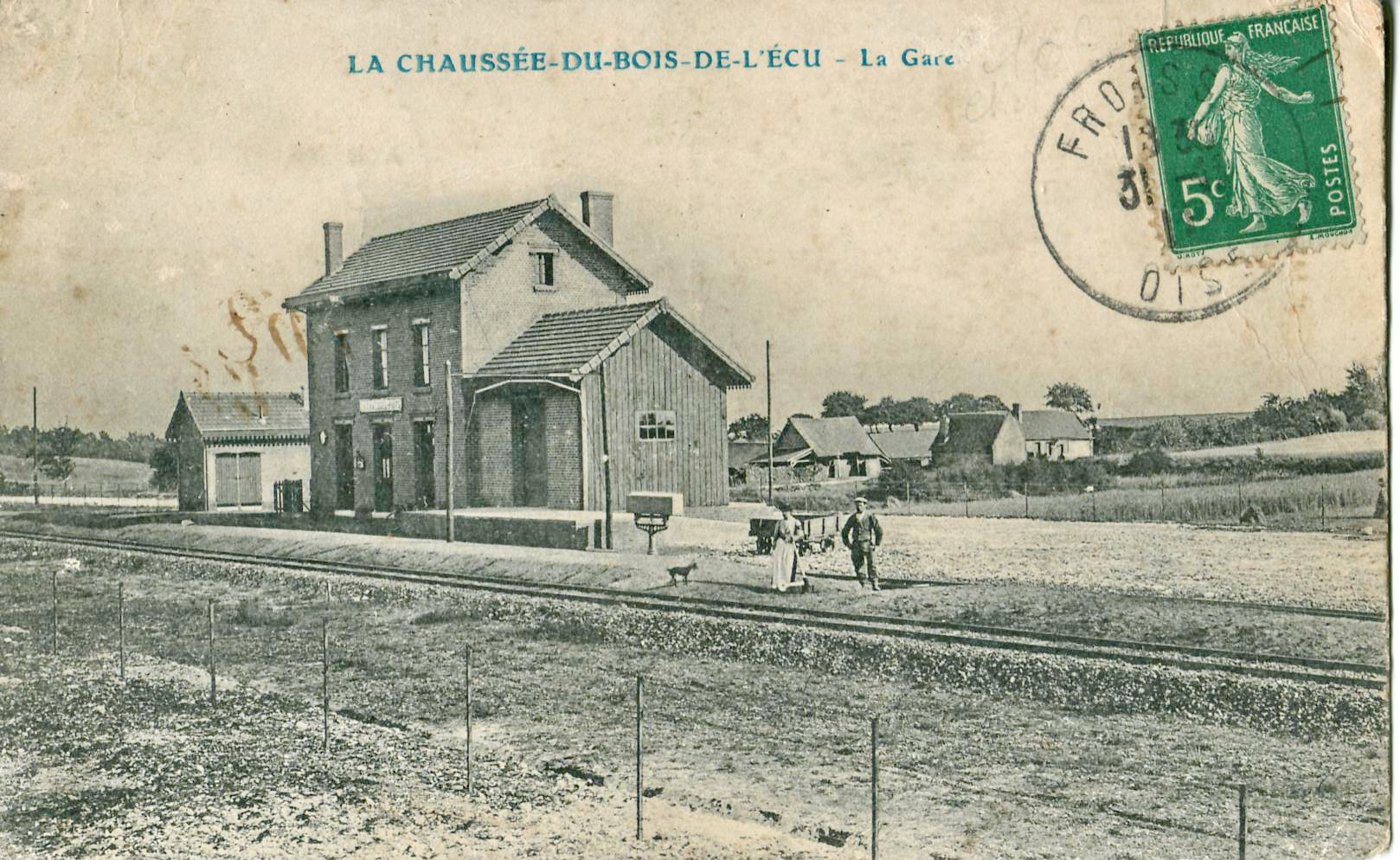
Une belle vue de l'organisation typique des gares de la ligne, celle de Lachaussée-du-Bois-d'Écu - Puits-la-Vallée
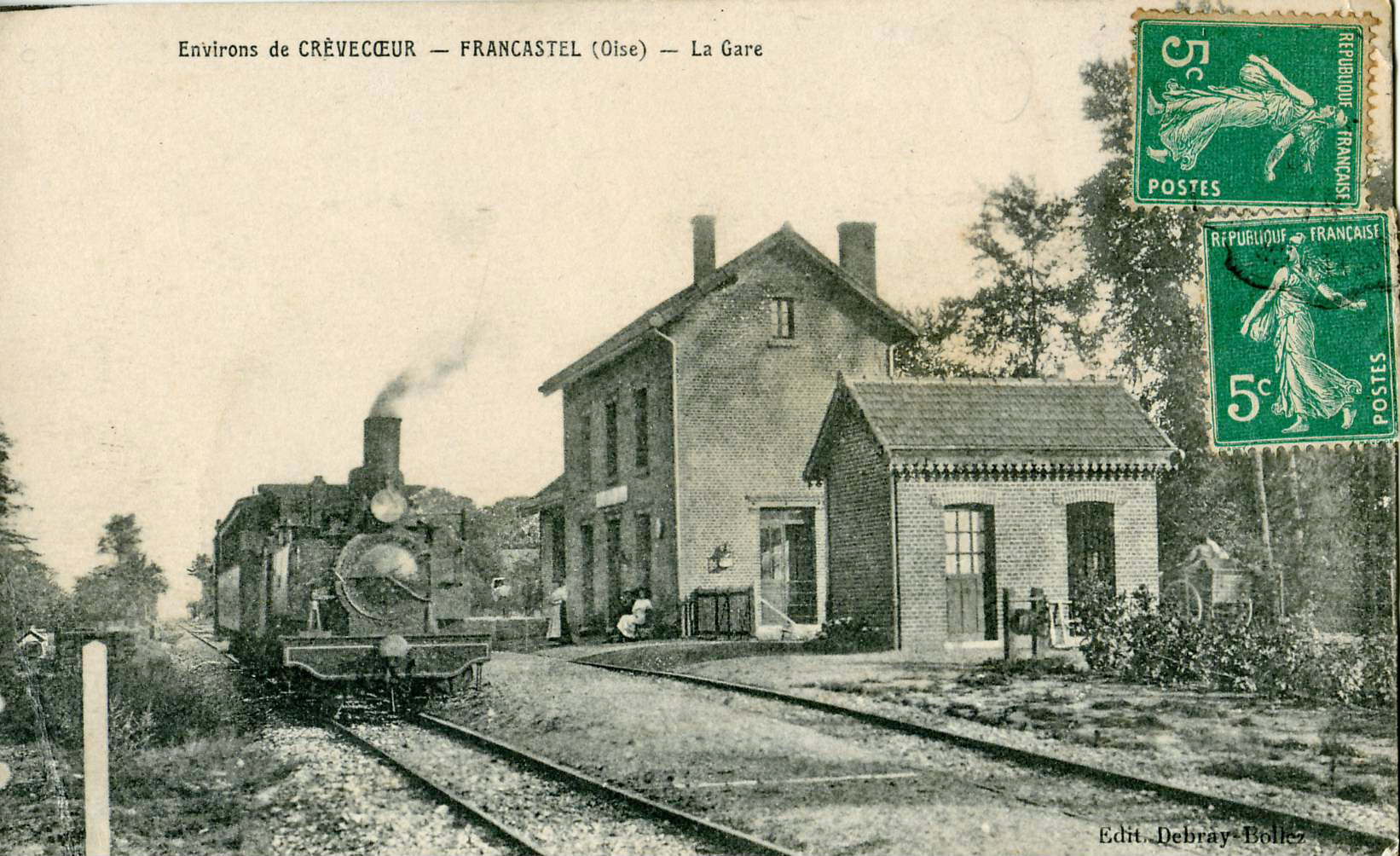
La gare de Francastel

### Connexions à d'autres réseaux
À Saint-Just-en-Chaussée, Estrées-Saint-Denis et Crèvecœur-le-Grand étaient implantées des voies permettant le transbordement des marchandises du grand réseau et de l'EFC.
Au départ de la gare de Saint-Just-en-Chaussée se trouvait un tronc commun de quelques kilomètres jusqu'à la sortie de la halte de Plaival, doté à quatre rails (voie normale et voie métrique) sur la voie unique de la Saint-Just à Cambrai sur lequel circulaient les trains des deux lignes.

### Principaux embranchements particuliers
En gare de Saint-Just-en-Chaussée se trouvait un important embranchement particulier à 4 rails (la voie métrique de l'EFC était placée au centre d'une voie normale de la compagnie du Nord) desservant la Sucrerie de Saint-Just, du groupe Say, .
À Froissy se trouvait une coopérative agricole embranchée, qui justifia le maintien tardif du trafic fret de la ligne depuis Saint-Just-en-Chaussée : en 1960/61, elle regroupait tous les agriculteurs situés à une quinzaine de kilomètres d'elle, et expédiait annuellement 10 000 tonnes de marchandises par la ligne, dont 9 000 tonnes de blé. À la même époque, la ligne transportait également 4 000 tonnes provenant des houillères du Nord et destinés à la sucrerie de Wavignies, et la sucrerie de Saint-Just recevait, pendant la campagne betteravière, 4 000 tonnes de betteraves et expédiait 3 500 tonnes de pulpes.

## Exploitation
|  |  |

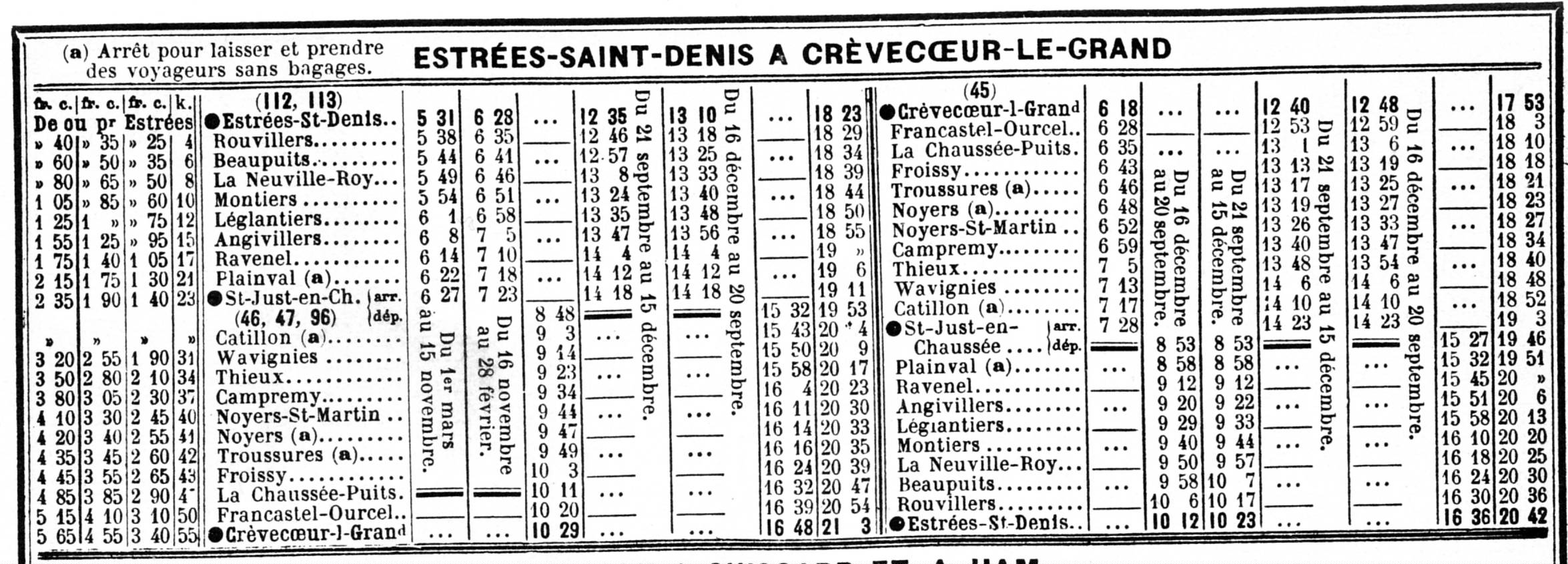
Les horaires de la ligne en mai 1914

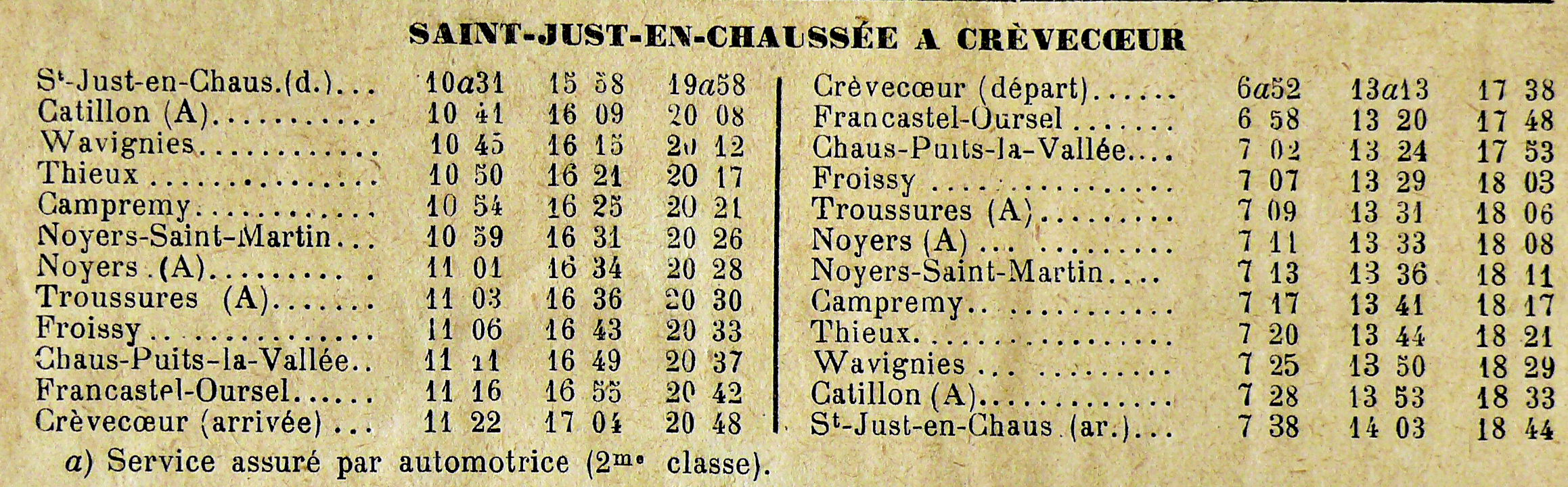
Les horaires de la section St-Just - Crèvecœur au service d'été 1938

Le cahier des charges de concession prévoyait que la Compagnie ferrait circuler au moins 3 trains aller-retour sur la ligne entière et, comme le montre le tableau horaire ci-contre, la ligne était desservie jusqu'en 1914 par 3 trains dans chaque sens, dont un seul faisait le trajet complet, les deux autres ayant une rupture de charge à Saint-Just.
Après-guerre, le service fut réduit à 2 trains par jour, puis renforcé, à partir du milieu des années 1920, par un troisième train tri-hebdomadaire.
À partir de 1933, la compagnie introduit des autorails, qui assurèrent deux des trois trajets quotidiens, le troisième restant assuré par train mixte à vapeur.
En 1947, il n'y avait plus que deux trains assurés par autorails, sur chacune des deux branches. Il fallait alors 1 heure pour parcourir les 23 km de la branche d'Estrées et une heure et demie environ pour les 33 km de la branche de Crèvecœur.
À la fin de l'existence du réseau, le trafic voyageur Saint-Just - Froissy était assuré par autocars certains jours et par trains pour les autres.
Le trafic marchandises assuré jusqu'en 1961 conservait une activité importante, notamment pour le transport de céréales ou de betteraves : la ligne, réduite à la branche de Crèvecœur et limitée à Francastel, recevait annuellement 14 000 tonnes de marchandises et en expédiait 13 000 par wagons complets, plus 600 tonnes transportées au détail. Par ailleurs, malgré la concurrence routière, la ligne transportait encore 10 000 voyageurs par an, plus cinq tonnes de bagages.

## Matériel roulant

### Locomotives à vapeur

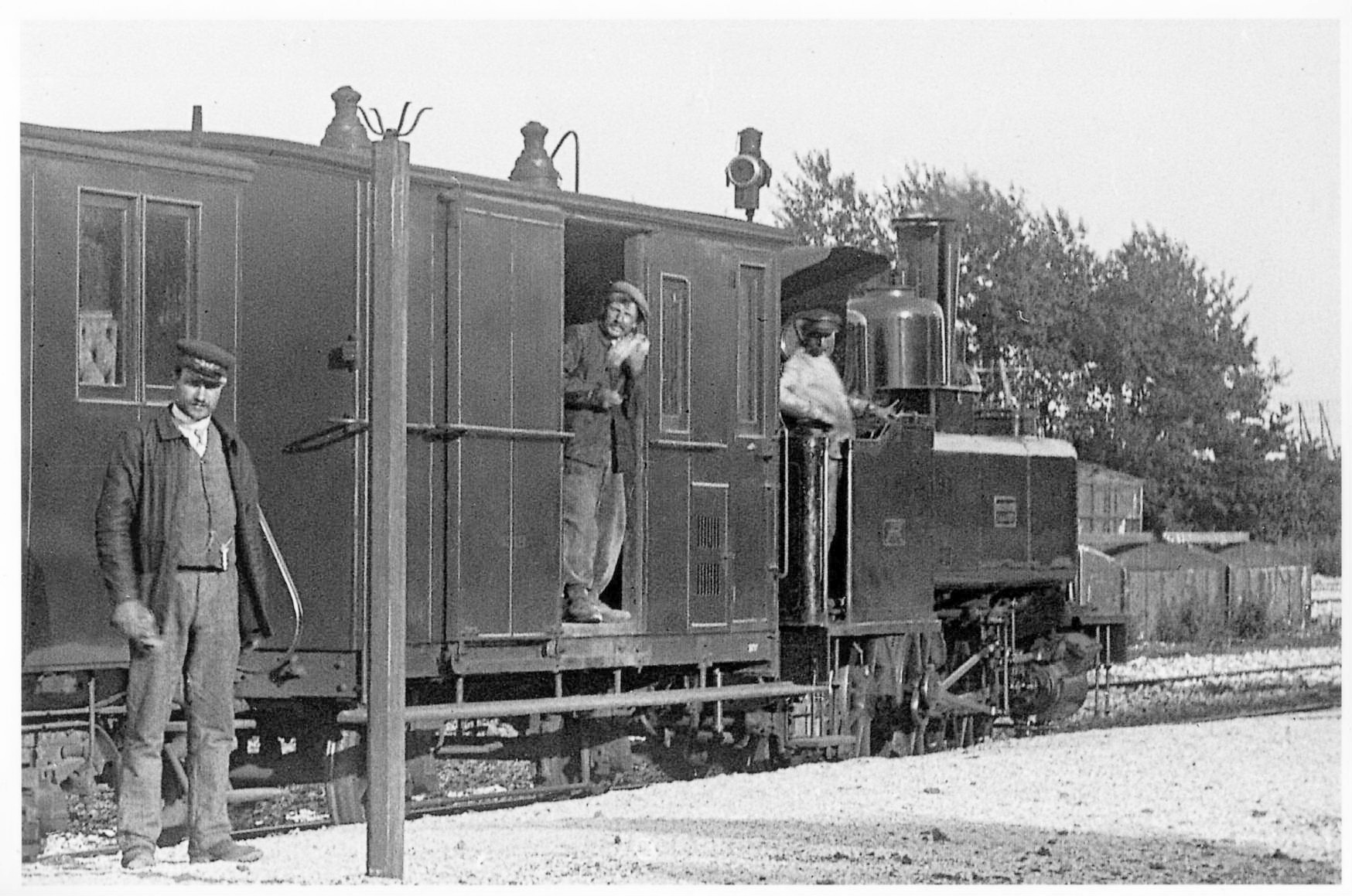
Locomotive en gare de Crèvecœur

Les locomotives initiales du réseau étaient des locomotives-tender de type 031T de 14 tonnes, construites en 1890 par Corpet-Louvet  portant les no 1 à 4 sur le réseau. Les locomotives no 2 et no 4 furent mutées sur la ligne du  Noyon - Guiscard - Lassigny, et furent remplacées par deux locomotives identiques construites en 1891, numérotées 1 et 2 (ce qui entraîna la renumératation de la première locomotive no 1 en no 4). .
En 1911, le réseau acquit pour permettre l'extension de la ligne de Froissy à Crèvecœur deux nouvelles machines, toujours type 031T, numérotées 9 et 13.
En 1926, la locomotive no 1 étant hors service, une nouvelle machine fut acquise neuve, toujours numérotée no 1.
Après la Seconde Guerre mondiale, la CGL profita de la fermeture de nombreux réseaux pour acquérir d'occasion deux locomotives pour renforcer son parc très vétuste. Ce furent : 
- la 031T no 39, construite par Corpet-Louvet en 1926 pour la ligne Maubeuge - Villers-Sire-Nicole ;
- la 130T no 13, construite par SACM en 1924, provenant des réseaux du Pas-de-Calais puis du Noyonnais ;
- la 130T no 15, construite par la société belge Haine-Saint-Pierre en 1920, provenant du réseau du Noyonnais[18].

### Autorails
| Illustration | Modèle ou type  | N/O* | Nombre | Numéros | En service provenance si occasion | Hors service destination | Remarques |
| ------------ | --------------- | ---- | ------ | ------- | --------------------------------- | ------------------------ | --------- |
|              | Billard A 50 DL | N    | 3      | 10-12   | 1933                              | 1961                     |           |
|              | Billard A 80 D2 | O    | 1      | 704     | 1953 ou 1955                      | 1961                     |           |

* neuf ou d'occasion.
En 1960/61 les deux autorails avaient un parcours mensuel cumulé d'environ 2 000 km.
Matériel roulant
En 1960/61, la ligne, restreinte à la section Saint-Just - Froissy ou Francastel, disposait de : 
- 25 wagons couverts ;
- 100 wagons tombereaux ;
- 5 wagons plats ;

ainsi que de deux voitures à voyageurs utilisées lorsque les autorails ne suffisaient pas, à l'occasion de certaines manifestations
locales.

## Matériel et installations préservées

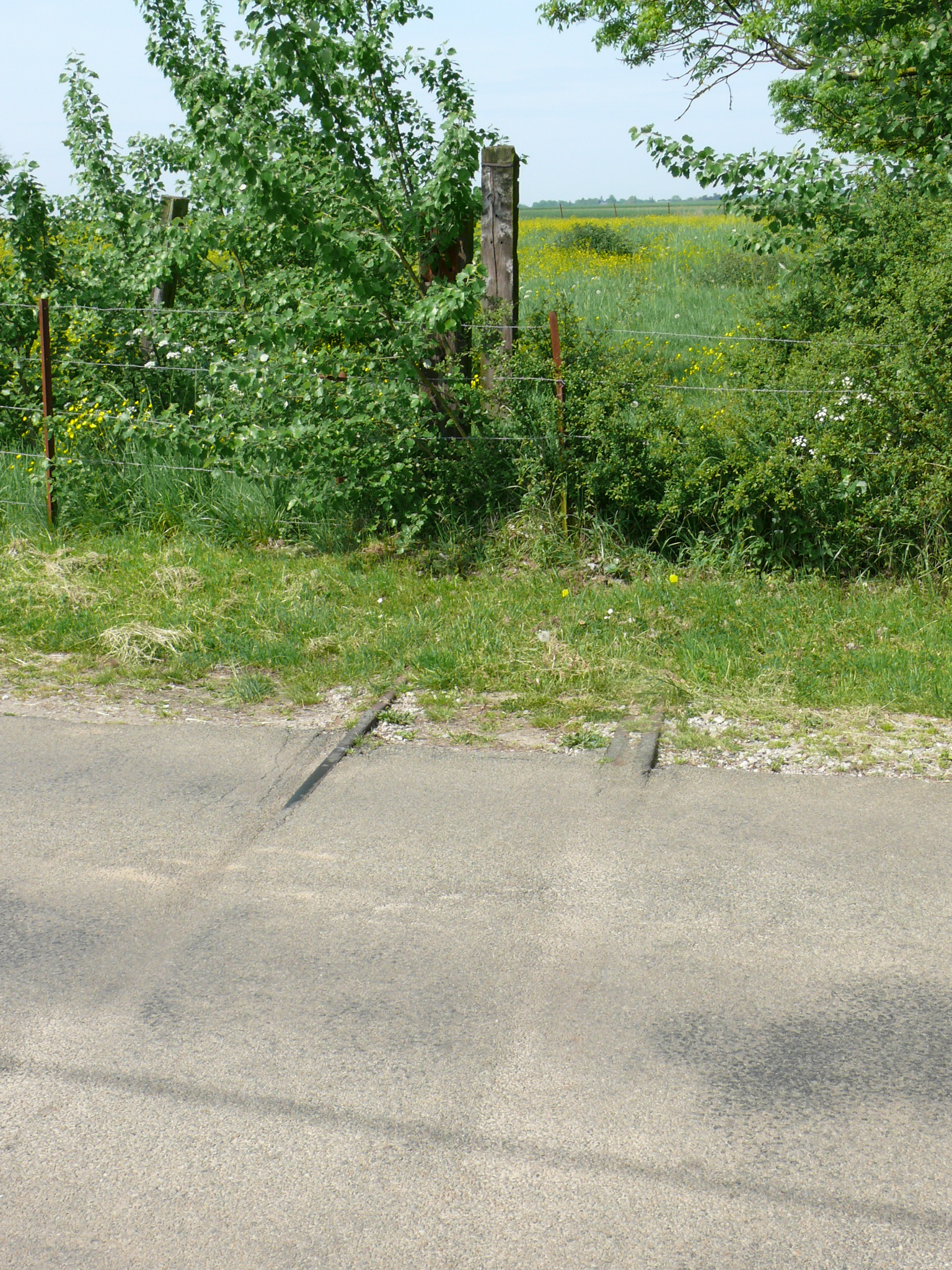
Un des rares vestiges subsistants de la ligne, ce passage à niveau et ces quelques traverses dressés, rue de la Plaine à Froissy.

L'une des locomotives à vapeur du réseau, la 130T no 15, poursuit sa carrière sur le réseau touristique de la Baie de la Somme, et une autre, la 130T no 13, est préservée au Musée des tramways à vapeur et des chemins de fer secondaires français.
La voiture BCf 101 se trouve également au CFBS.

Matériel préservé
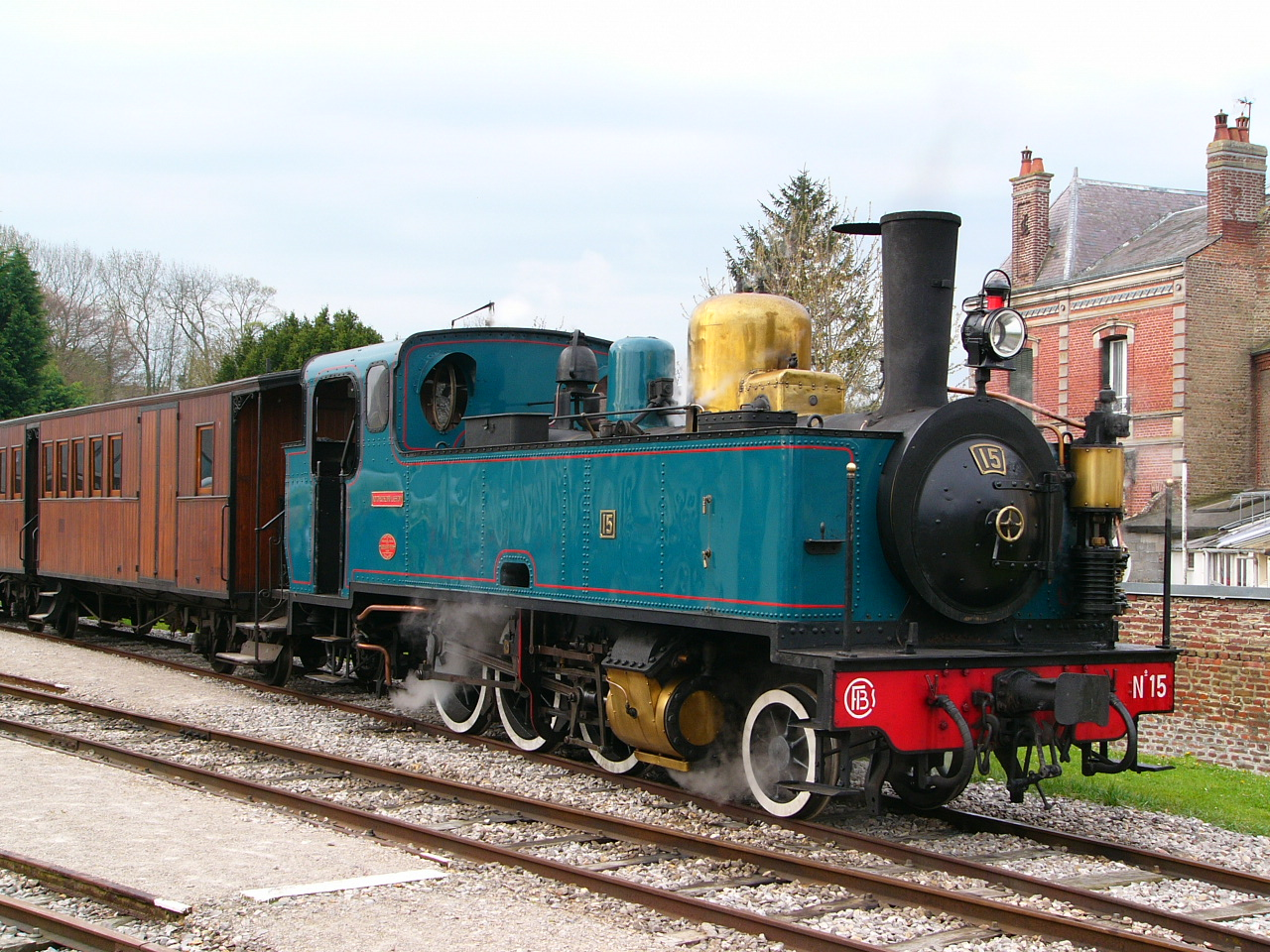
L'une des locomotives du réseau en 2006, la 130T no 15, magnifiquement restaurée par le Chemin de fer de la baie de Somme, où elle assure un trafic touristique
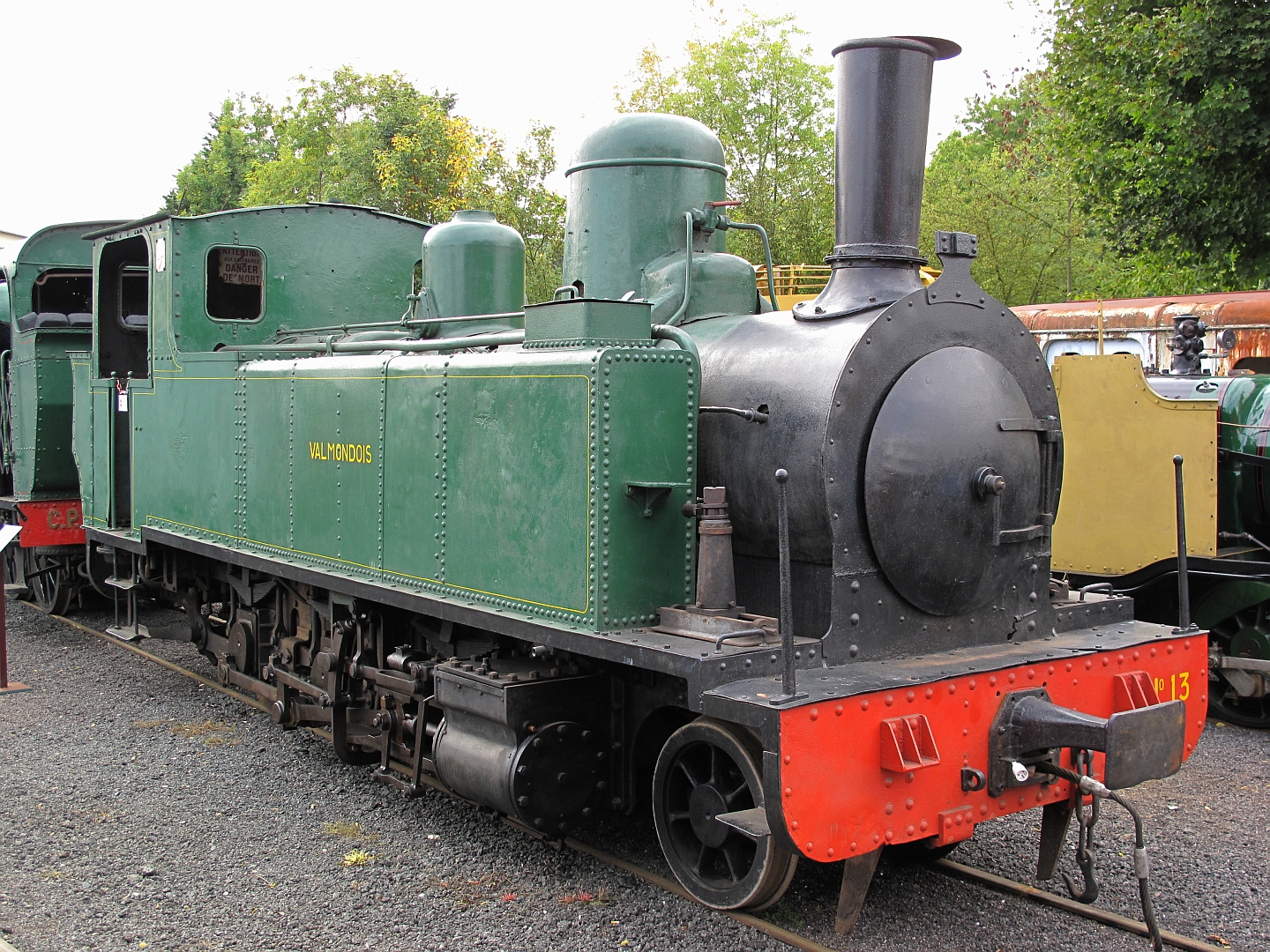
Locomotive 130T SACM no 13 préservée au MTVS.
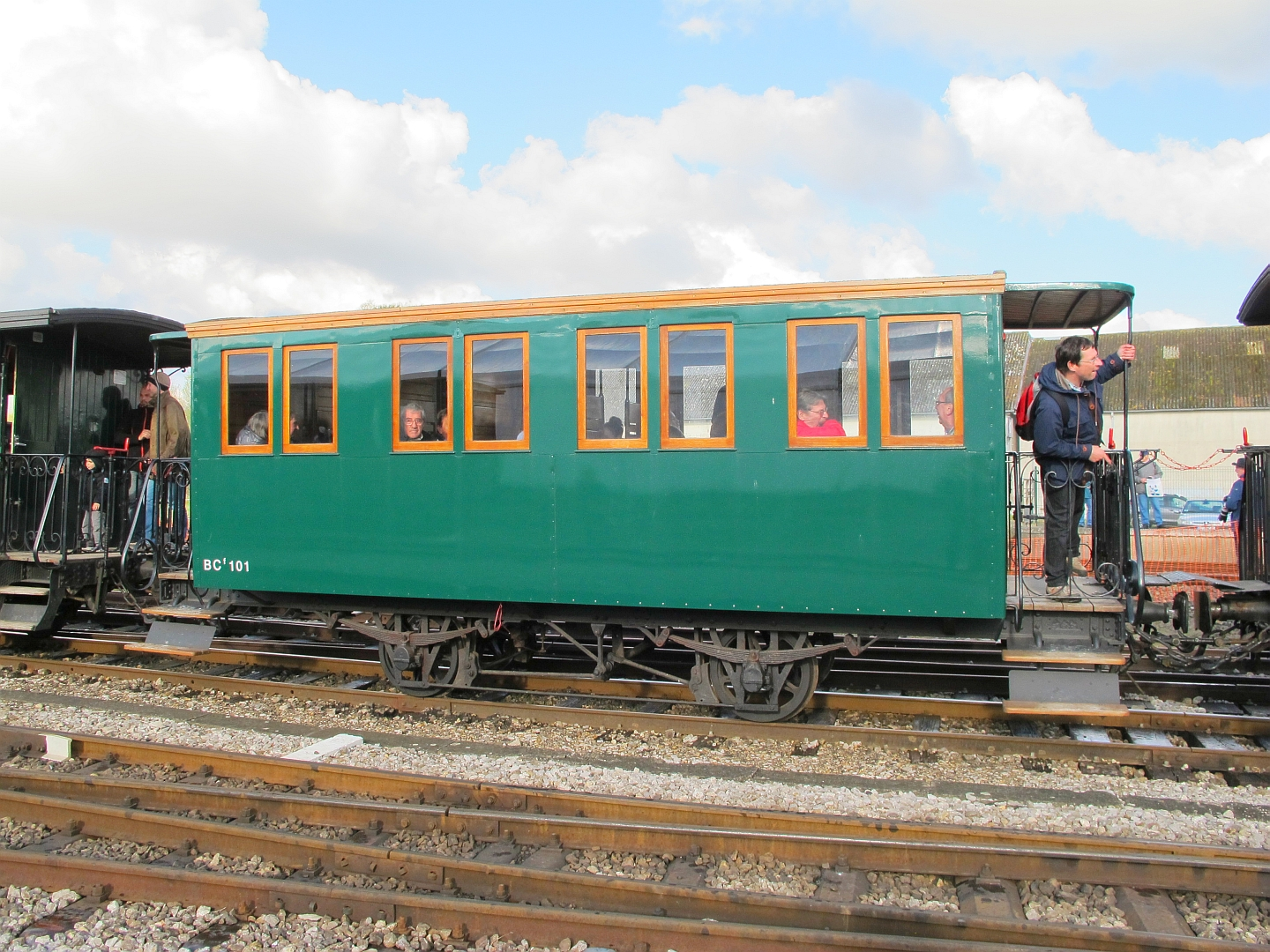
La voiture BCf 101 préservée au Chemin de fer de la baie de Somme.

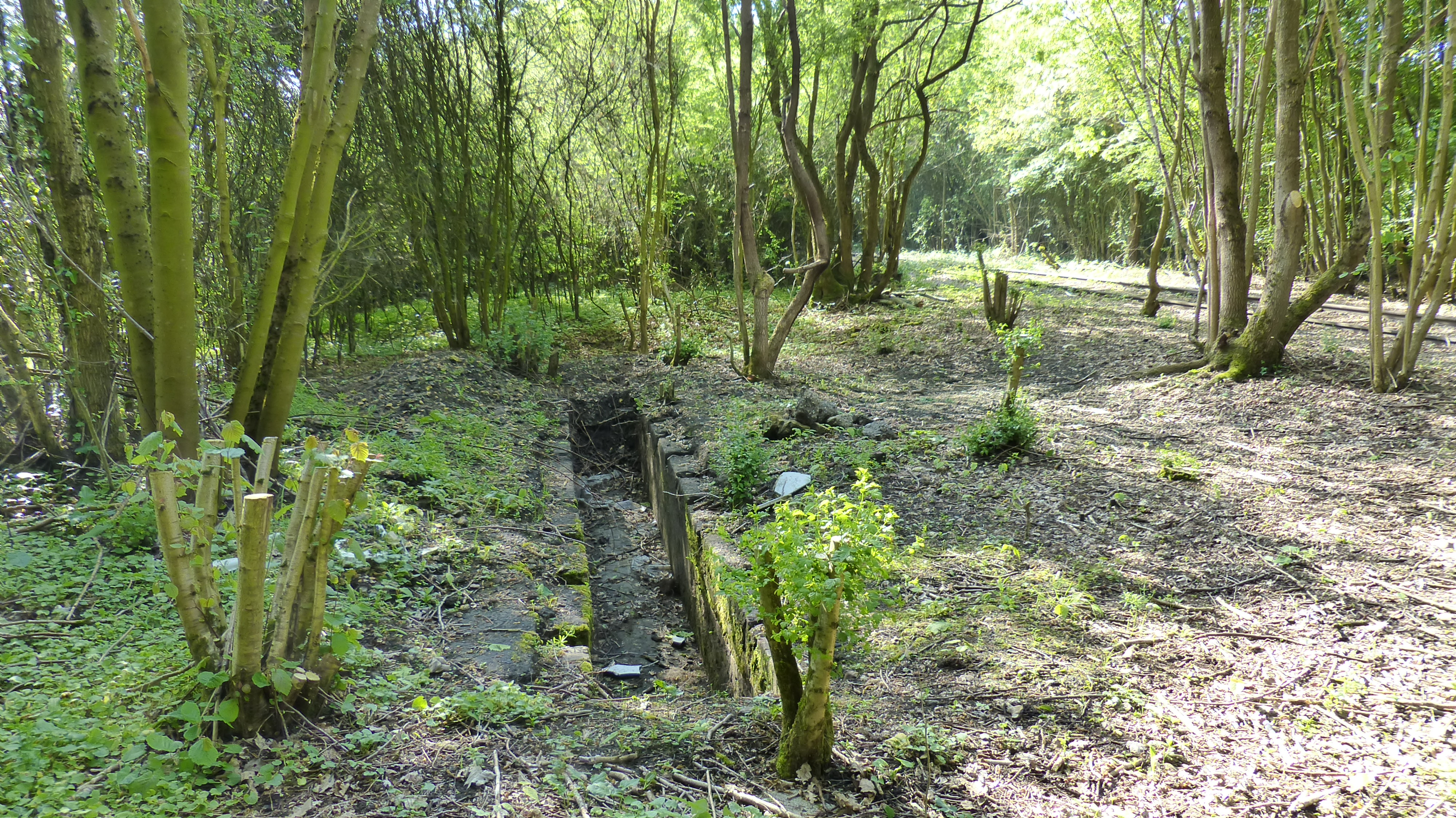
L'ancienne fosse de visite de l'EFC découverte au printemps 2014 en gare de Crèvecœur-le-Grand.

Lors des travaux de débroussaillement en vue de l'aménagement du nouveau musée du MTVS en gare de Crèvecœur-le-Grand, les bénévoles ont découvert une ancienne fosse de visite de l'EFC, qui semble être le seul vestige du réseau dans cette gare.

Souvenirs de la ligne à Wavignies en 2014
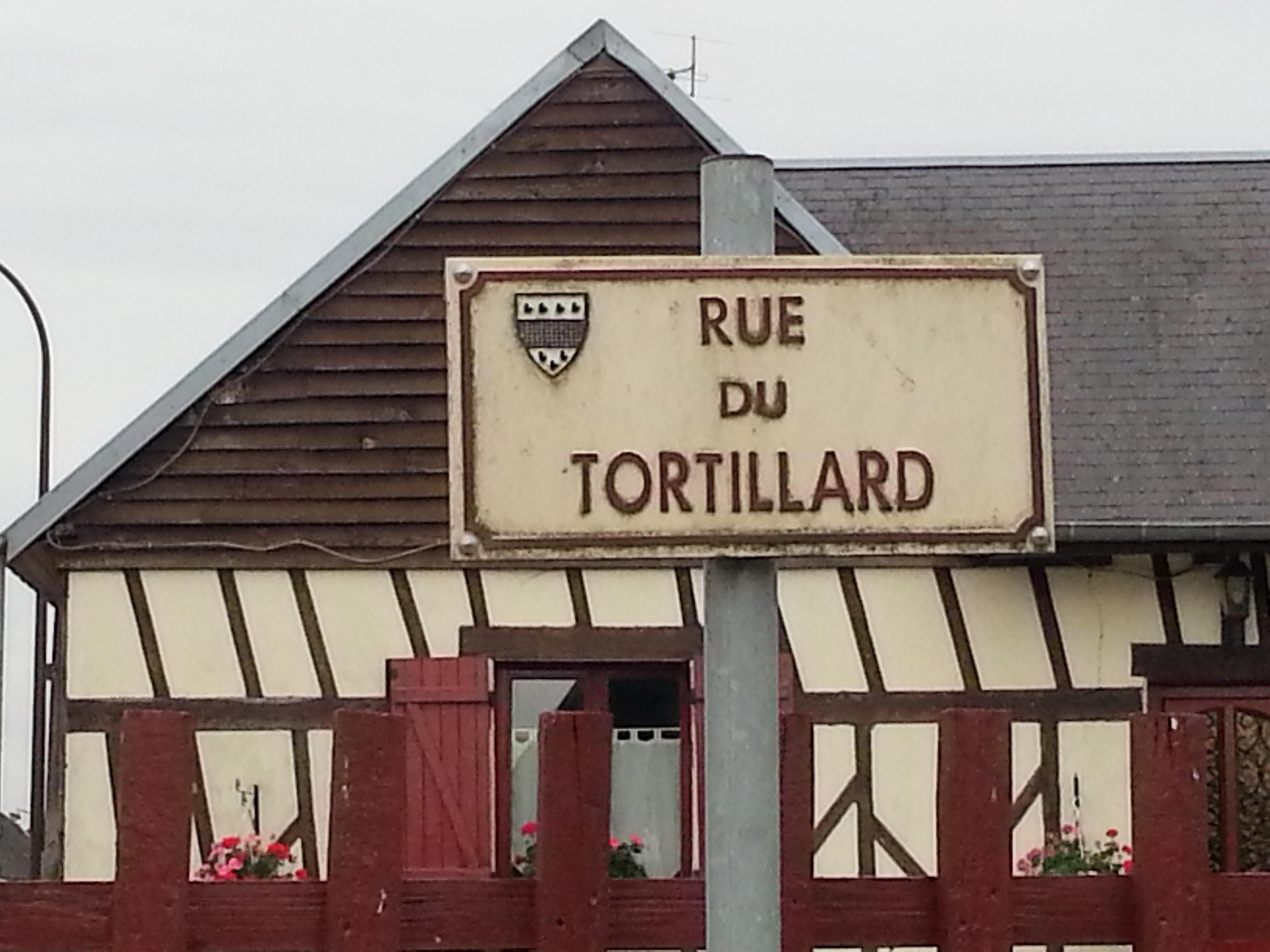
Rue du Tortillard, reprenant l'emprise de la ligne.
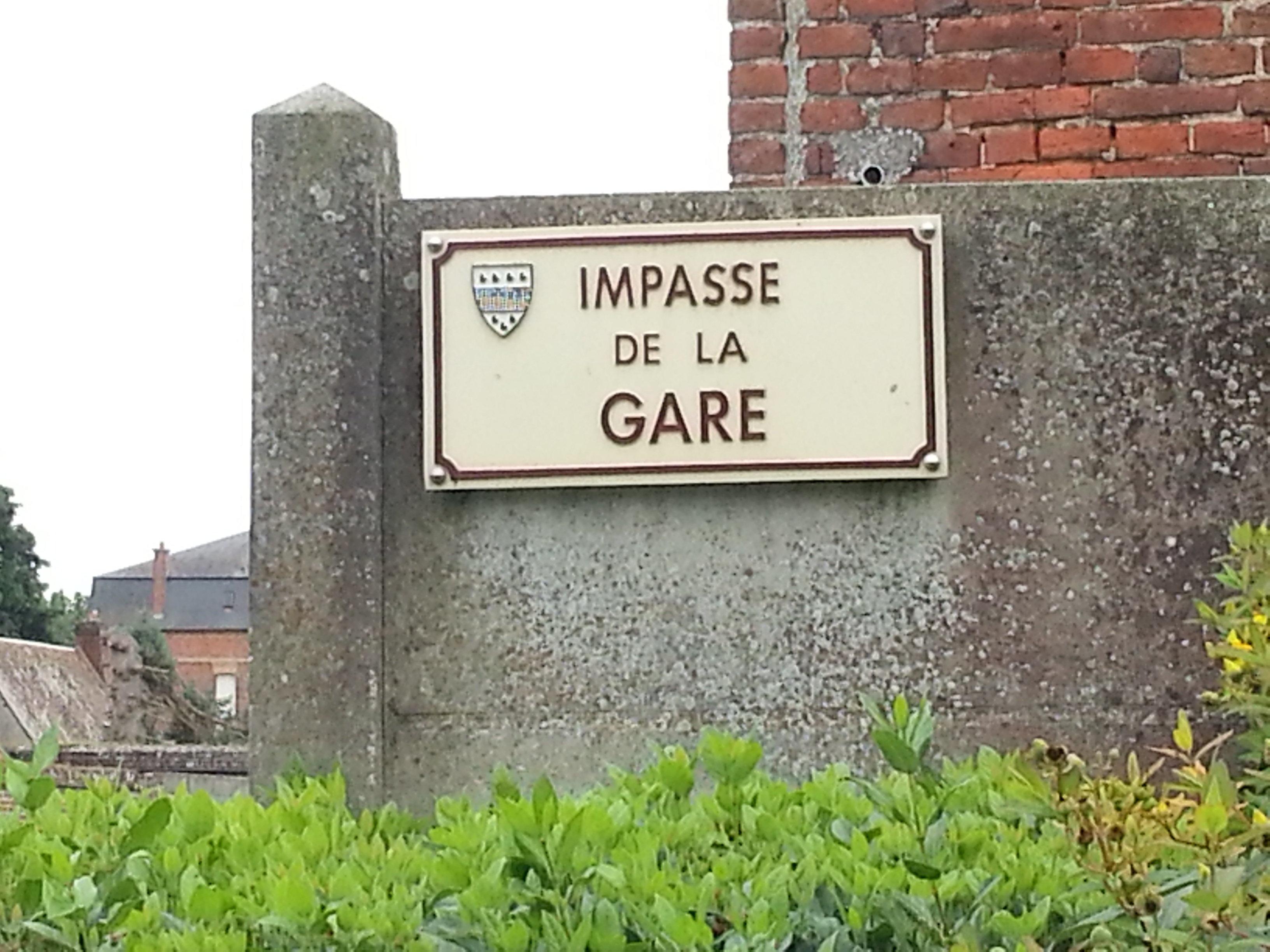
Impasse de la Gare, dans la poursuite de la rue du Tortillard.
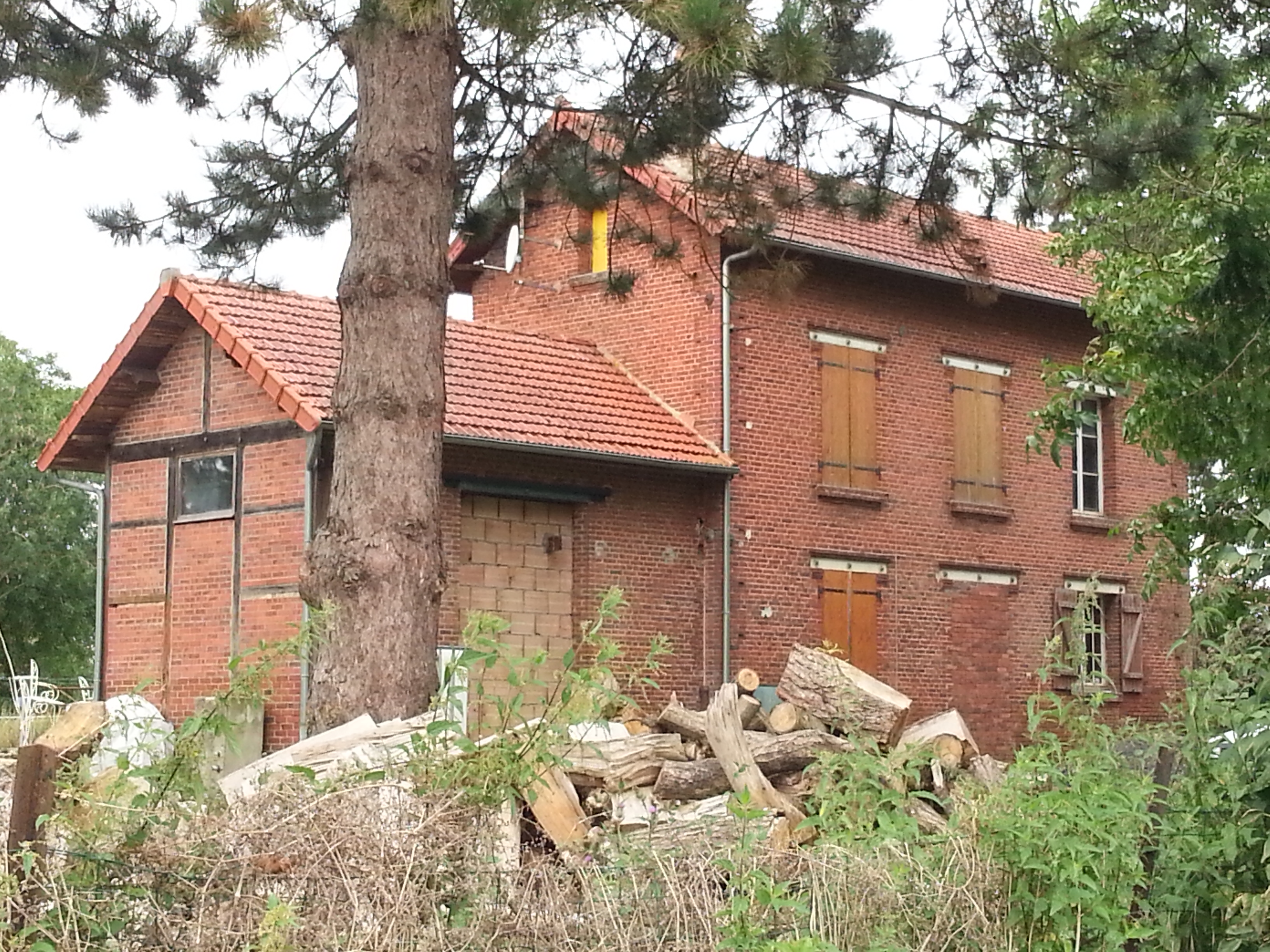
Et la gare, transformée en maison d'habitation.